# Eccidio di Mogadiscio
L'eccidio di Mogadiscio avvenne domenica 11 gennaio 1948. In quell'occasione furono uccisi 54 italiani e 14 somali e ne restarono feriti rispettivamente 55 e 43.

## Antefatto
A seguito della disfatta italiana in Africa Orientale Italiana, dal 1941 le truppe britanniche occupavano militarmente da quasi sette anni l'ex Somalia italiana. Nei primi giorni del mese di gennaio del 1948 fece il suo arrivo a Mogadiscio una Commissione ONU composta da membri delle potenze vincitrici del secondo conflitto mondiale, detta "Commissione Quadripartita".
La delegazione aveva come incarico quello di verificare l'idoneità dell'ex colonia italiana al passaggio ad una eventuale Amministrazione fiduciaria italiana (in seguito Amministrazione fiduciaria italiana della Somalia) per condurla all'indipendenza nel giro di alcuni anni.
All'arrivo i delegati furono accolti da numerose manifestazioni di somali entusiasti e favorevoli ad un ritorno, sia pur temporaneo, di un governo italiano; questo destò notevole sorpresa sia nell'ambito della BMA "British Military Administration" che negli ambienti somali più sciovinistici, come la Lega dei Giovani Somali.

## L'eccidio
L'11 gennaio 1948 erano previste nella capitale due manifestazioni: una della Lega dei Giovani Somali, l'altra degli italiani.
La mattina dello stesso giorno il vice comandante della Gendarmeria Somala, R.E. Thorne, ritirò l'autorizzazione, precedentemente accordata, al corteo italiano, consentendo solo quello della Lega. Intorno alle 11 di mattina il corteo somalo si diresse dalla periferia della città verso il centro di Mogadiscio. La manifestazione, senza apparente motivo, degenerò ed i somali iniziarono ad attaccare gli italiani.
I manifestanti entrarono nelle case di proprietà di cittadini italiani e colpirono a bastonate o a colpi di coltello gli abitanti, passando poi a saccheggiare e devastare tutto ciò che faceva riferimento alla comunità italiana in Somalia: negozi, associazioni, ritrovi sportivi e luoghi frequentati dagli italiani. Nel massacro non vennero risparmiati neanche anziani, invalidi, bambini e donne. Nessuno degli italiani poté difendersi con armi perché queste, con l'arrivo degli inglesi nel 1941, erano state confiscate e non più restituite. Altri somali, invece, tentarono di proteggere gli italiani, pagando con la vita (le 14 vittime somale sono in gran parte tra questi) l'attaccamento agli ex coloni. Il solo luogo ad essere risparmiato fu la cattedrale di Mogadiscio: circa 700 italiani residenti nella città trovarono riparo al suo interno mentre si celebrava la Messa.
La Gendarmeria ed i militari britannici, predisposti al mantenimento dell'ordine pubblico, non intervennero per placare la violenza e si limitarono a diffondere in serata dei proclami tramite gli altoparlanti delle jeep, come: "Somali avete vinto" e similari. Alcuni agenti della polizia somala furono visti prendere parte alla violenza contro gli italiani. La situazione tornò alla calma dopo le 23. Durante gli scontri fu uccisa una rappresentante della Lega dei Giovani Somali, Hawo Tako (Xawa Taako o Hawa Osman), che, secondo una parte della storiografia, avrebbe cercato di impedire la strage degli italiani. In suo onore, nel 1972, è stato eretto un monumento, dislocato dinanzi al Teatro Nazionale (2°02′14″N 45°20′17″E).

## Versioni discordanti
Il 13 gennaio un comunicato ufficiale della Gendarmeria britannica parlò di un assalto da parte di altri somali legati agli italiani, armati di lance, clave ed archi, al corteo della Lega dei Giovani Somali che ne avrebbe scatenato la rabbiosa reazione.
Gli italiani, invece, riferirono di numerosi individui della Somalia britannica, o addirittura kenioti, presenti tra i manifestanti e testimoniarono l'arrivo di numerosi militari africani, fatti affluire appunto dal Kenya o dalla Somalia Britannica presso l'Aeroporto internazionale di Mogadiscio nei giorni precedenti al massacro. Secondo quanto rivelato molti anni dopo a Claudio Pacifico, consigliere italiano in Somalia fino al 1991, gli autori della strage sarebbero stati militari e civili fatti affluire dalle vicine colonie appositamente dal Comando Inglese. Da parte del Governo italiano ci fu un'energica reazione ufficiale, con la messa in stato d'accusa delle locali autorità britanniche d'occupazione.

## Fatti successivi
Molti italiani, che avevano perso tutto, dopo i disordini furono internati, per ragioni di sicurezza, in un campo di concentramento e dovettero pagare le spese di vitto e alloggio all'amministrazione britannica prima di rimpatriare via nave per l'Italia. Il primo scaglione di profughi italiani dalla Somalia arrivò all'inizio di marzo a Napoli.
A seguito dei fatti di Mogadiscio, Londra ordinò l'istituzione di una commissione di inchiesta presieduta dal maggiore Flaxman, cui partecipò, a titolo di mero osservatore, il Console italiano a Nairobi, Della Chiesa. Vennero ascoltati più di 100 testimoni italiani che accusarono i comandi militari del Regno Unito di responsabilità dirette ed indirette. Il Rapporto Flaxman non ebbe conseguenze sugli ufficiali e nessuno venne ritenuto responsabile dell'eccidio; tuttavia il suo contenuto venne subito reso "top secret" e declassificato solo nei primi anni 2000.

## Reazioni politiche in Italia
Il 14 gennaio all'Assemblea costituente, in merito all'eccidio di Mogadiscio, l'on. Girolamo Bellavista, eletto nelle file dell'Unione Democratica Nazionale, ebbe a dichiarare: "con un colpo di spada o di coltello non si uccide, né si fa indietreggiare la storia". Lo stesso Bellavista, tra gli applausi generali dell'Assemblea, espresse il proprio sdegno per la strage e la protesta verso chi aveva incoraggiato la strage; a questi si associò il Governo nella persona del Ministro della Marina Mercantile Paolo Cappa. Anche il Presidente dell'Assemblea Costituente Umberto Terracini, in quella stessa occasione, levatosi in piedi, si unì al cordoglio dei colleghi per le vittime.
In merito alla "questione coloniale", a seguito del trattato di Parigi, con un implicito riferimento al Regno Unito, Terracini esternò il proprio ribrezzo per "questo azzuffarsi di Stati già saturi di dominio e potenza intorno a terre che potrebbero essere avviate ad una vita pacifica". L'allora Ministro degli Esteri italiano Carlo Sforza, nelle sue memorie, descrisse con queste parole l'eccidio di Mogadiscio: "L'incidente di Mogadiscio. Per quanto serio e crudele possa essere, esso resta per me solo un episodio a paragone della importanza delle relazioni italo-britanniche"